# Santa Maria Stella Maris (titre cardinalice)
Le titre cardinalice de Santa Maria Stella Maris (Sainte Marie, étoile de la mer) est érigé par le pape François le 7 décembre 2024) et rattaché à l'église homonyme.

## Titulaires
- Ladislav Nemet (depuis 2024)